# Пер Вендельбо
Пер Ерланд Берг Вендельбо (норв. Per Erland Berg Wendelbo) — норвезький ботанік.

## Біографія
З 1965 року був керівником і професором Ботанічного саду в Гетеборзі, а також професором в Університеті Гетеборга. 1 вересня 1981 року він зайняв посаду професора в Бергенському університеті, але того ж місяця загинув в автокатастрофі. Він написав кілька статей та дисертацій про рослини та їх систематику. Особливо відомими є його дослідження вищих рослин Гіндукуша та інших гірських районів Західної Азії. 
У ботанічному саду Гетеборга на його пам'ять росте цибулевий сад. На честь науковця названо види: Allium wendelboi, Prunus wendelboi, Erigeron wendelboi, Atriplex wendelboi, Anthoxanthum wendelboi, Lappula wendelboi та ін.

## Деякі публікації
- Wendelbo, P. Plants from Tirich Mir. A contribution to the Flora of the Hindukush // Nytt. Mag. Bot. — 1952. — Вип. 1. — С. 1–69.
- Wendelbo, P. New Taxa and Synonyms in Allium and Nectaroscordum If SW. Asia // Acta Horti Gotoborgensis. — 1966. — Вип. 28. — № 2. — С. 15–55.
- Wendelbo, P. Tulips and Irises of Iran and their relatives. — Teheran : Botanical Institute of lran, 1977. — 83 с.